# 小笠原長功
小笠原 長功（おがさわら ながかた、天保10年（1839年） - 没年不詳）は、幕末の旗本。小笠原氏8代目当主（唐津藩分家、中島陣屋3,000石）。父は酒井忠文（忠丈、隠岐守、旗本2,000石、大番頭を務めた）で、小笠原長常（軽鴎）の養子となった。
万延元年（1860年）4月3日小納戸となり、同年12月16日に布衣を着することを許され刑部と称す。文久2年（1862年）坂下門外の変で老中安藤信正が失脚し旧井伊大老派の力が弱まり、同派に属した養父長常は書院番頭を罷免され隠居謹慎処分となり、11月20日養父から家督を継いだ。文久3年8月24日使番、同年12月20日目付、元治元年（1864年）6月22日小納戸と歴任し、慶応3年（1867年）1月29日大坂町奉行に就任し従五位下織部正に叙任された（のち伊勢守に還任）。